# Вулиця Івана Кочерги (Київ)
Ву́лиця Іва́на Кочерги́ — вулиця в Дарницькому районі міста Києва, житловий масив Позняки. Пролягає від Любарської вулиці до Тепловозної вулиці.
Прилучається провулок Івана Кочерги.

## Історія
Вулиця виникла в другій половині 1920-х років, мала назву (2-га) Житомирська вулиця. Сучасна назва на честь українського драматурга Івана Кочерги — з 1955 року.